# 석위

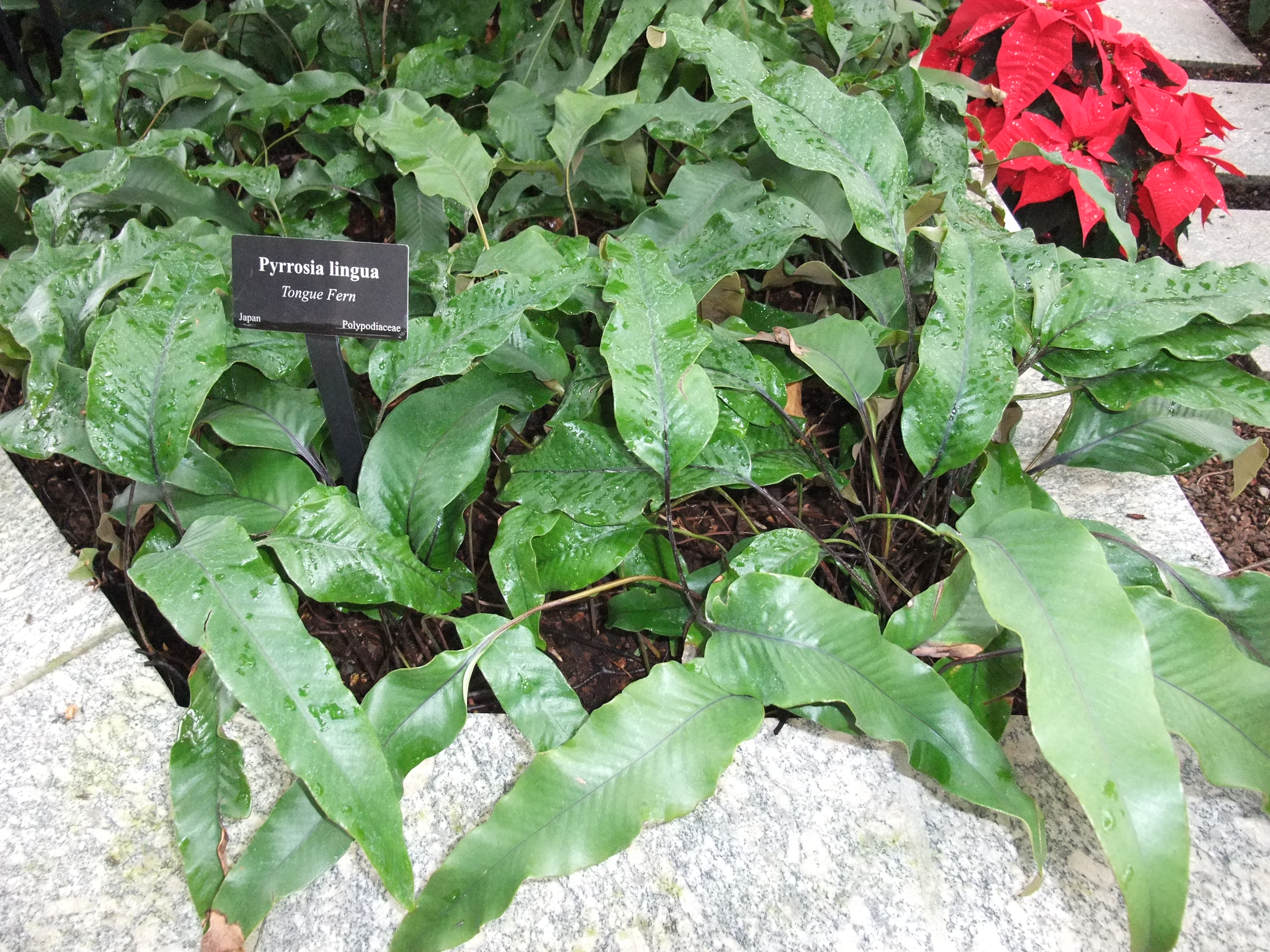

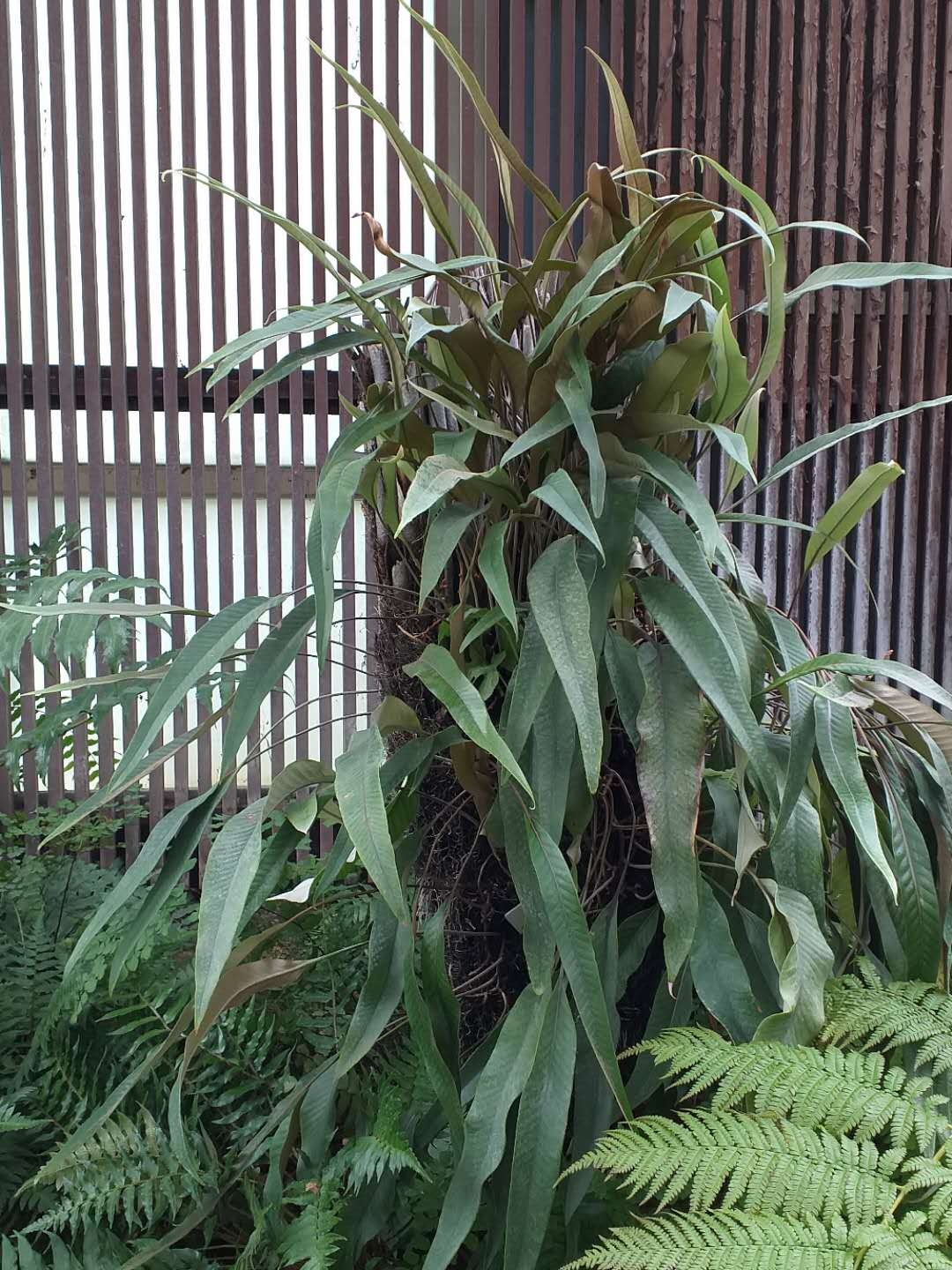

석위(石葦, 학명: Pyrrosia lingua)는 고란초과에 속하는 착생 양치류의 한 종이다. 중국, 동남아시아에서부터 일본, 대만, 중국에 이르는 지역에서 볼 수 있다. 경작하여 기를 수 있으며 여러 경작종이 개발되고 있다.